# Chuleta

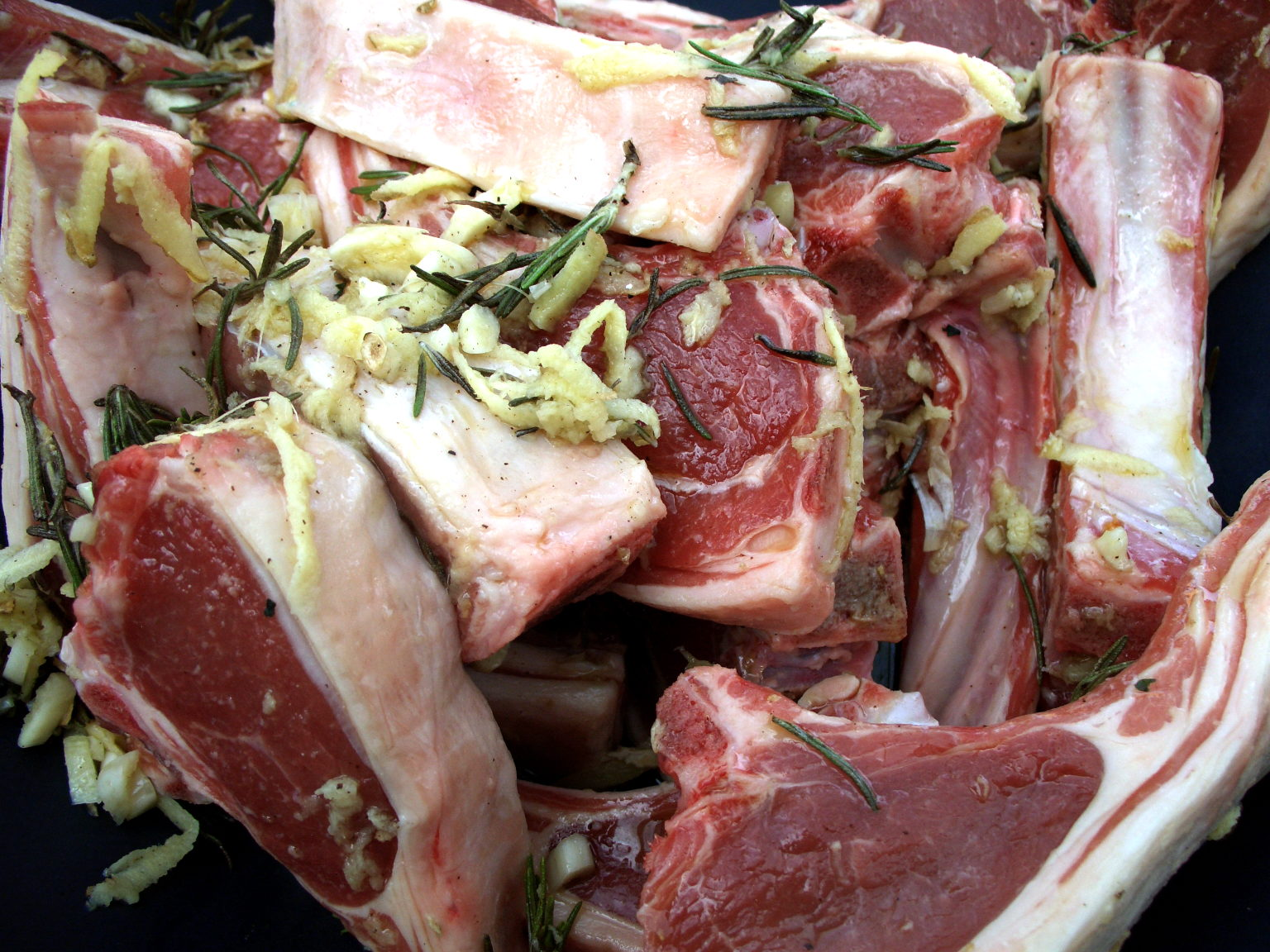
Chuletas de cordero crudas marinadas con ramitas de romero, ajo y jengibre.

Una chuleta (del catalán-valenciano-balear xulleta, diminutivo de xulla, que significa ‘costilla’) es un corte de la carne situada justo encima de la costilla de un animal, ya sea  vacuno (es decir, buey, vaca o ternera), cerdo, cordero o carnero. En general cada chuleta se corta con la sección de costilla que la acompaña (como en el chuletón de buey), e incluso a veces, además de con la costilla, una parte de la vértebra correspondiente (como en las chuletas de cordero y de cerdo). En Argentina según la región, se le dice "chuleta", "costeleta" o "bife ancho/angosto".

## Chuletas, chuletones, entrecots y bifes de chorizo

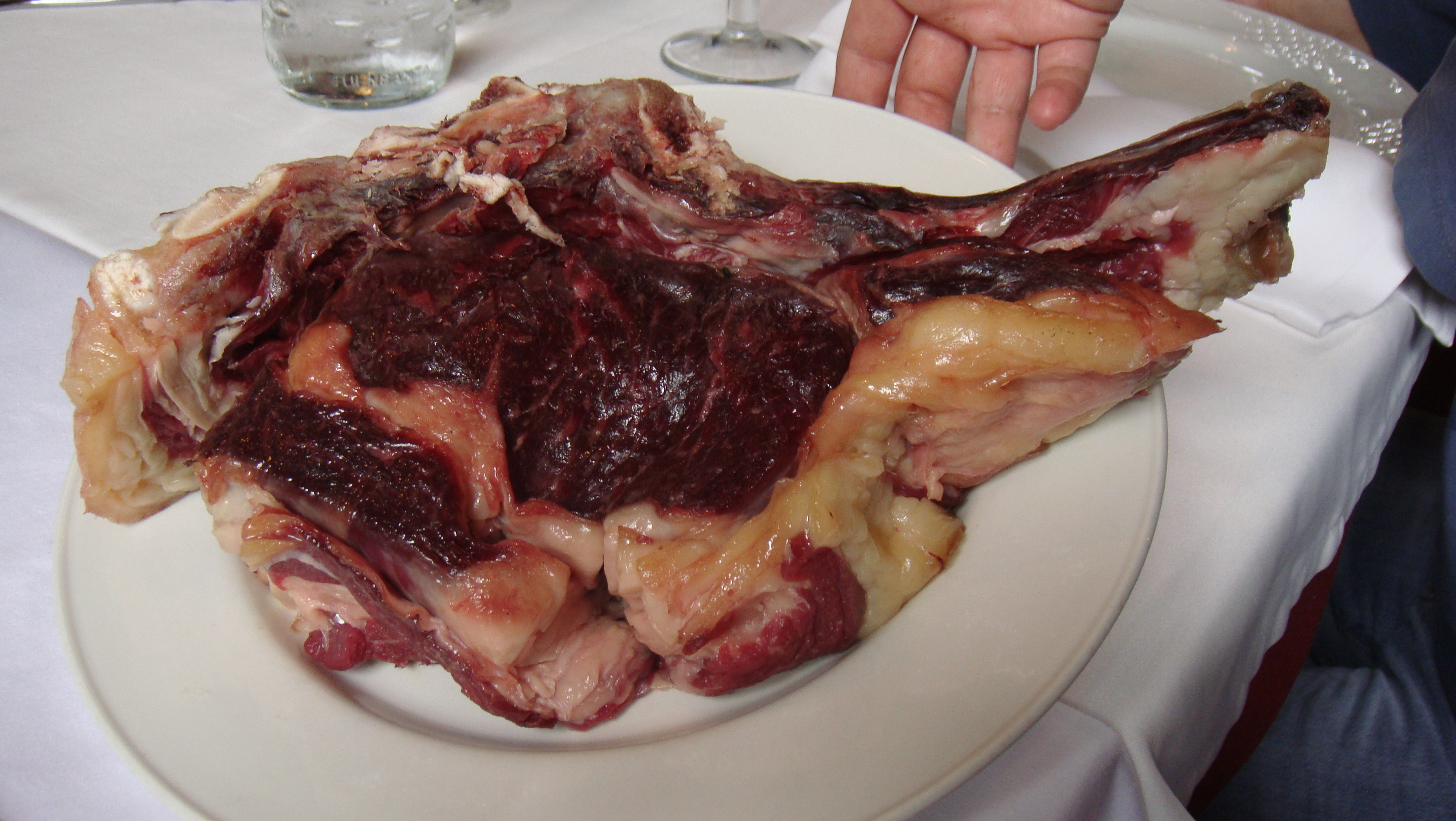
Chuletón de vaca.

En el caso de la chuleta de vacuno el término «chuletón» se usa en España para las chuletas grandes de vacuno, tanto si la carne sigue unida a su costilla como si se le ha quitado el hueso. En este último caso, una vez deshuesado es lo que en la gastronomía argentina se llama bife de chorizo o entrecot, en la gastronomía uruguaya entrecot, en la gastronomía francesa, entrecôte. En España se distingue de todos modos al entrecot del chuletón en el sentido de que el entrecot suele ser una lonja de menor espesor que la chuleta original del animal (obteniendo de este modo dos o incluso más entrecots por cada chuletón, en función de lo fina o espesa que se quiera la carne). En cambio el chuletón se caracteriza por ser una chuleta de vacuno que conserva todo su espesor de origen, esté o no esté deshuesada la carne.

## Preparación
Las chuletas se suelen cocinar la mayoría de las veces a la plancha o a la parrilla o barbacoa. Algunas veces se empanan (como en la cotoletta alla milanese) y a veces se suelen adobar o poner en salazón para que se conserven y se incluyan posteriormente en guisos.
Es común también ahumarlas de modo que se conserven por un largo período de tiempo (especialmente las de cerdo).